# Coroner
Coroner was een Zwitserse thrashmetalband uit Zürich die bestond van 1984 tot 1995. Coroner was vooral bekend om hun progressieve, jazz-zware stijl en gitaarspel van Tommy Vetterli, hoewel er op het moment van hun bestaan geen commercieel succes was. Coroner speelden tot het einde altijd in dezelfde opstelling.

## Bezetting
- Ron Broder[4] (zang, basgitaar)
- Tommy Vetterli (gitaar)
- Marky Edelmann[5] (drums)

## Geschiedenis
Coroner werd opgericht in 1984 in Zürich. De eerste incarnatie van de band bestond uit zanger Peter Attinger, bassist Phil Pusztai, drummer Marky Edelmann en gitaristen Tommy Ritter en Oly Amberg. Later wisselde Oly Amberg naar Celtic Frost. Coroner heeft veel gemeen met deze band, ook uit Zürich, zeker aan het begin van hun carrière. Zanger Thomas Gabriel Fischer van Celtic Frost nam de zang over op de Coroner demo Death Cult uit 1986, op dit moment waren de leden van beide bands al een paar jaar vrienden. Ambergs Coroner-vervangende gitarist Tommy Vetterli en drummer Marky Edelmann waren op tournee als roadies met Celtic Frost. Aan het begin van hun carrière opereerden de muzikanten onder pseudoniemen. Zanger/bassist Ron Broder heette Ron Royce, gitarist Tommy Vetterli heette Tommy T. Baron en drummer Marky Edelmann heette Marquis Marky.
Net als Celtic Frost werd halverwege de jaren 1980 Coroner gecontracteerd door het Duitse label Noise Records. Het eerste album R.I.P. werd uitgebracht in 1987, kreeg uitstekende recensies en verkocht meer dan 50.000 exemplaren in Europa. Naast de stijl, die werd beïnvloed door progressieve neigingen, jazz en klassieke muziek, werd Coroner vanaf het begin gekenmerkt door een beknopt albumconcept, dat de basisuitstraling van alle Coroner-albums bepaalt. Een geplande Europese tournee als openingsact voor M.O.D. werd echter geannuleerd. De tweede lp Punishment for Decadence werd een jaar na zijn debuut uitgebracht en bevat een coverversie met een eigenzinnige interpretatie van het Jimi Hendrix-nummer Purple Haze. Een geplande Amerikaanse tournee met Sabbath en Rage werd op het laatste moment geannuleerd en concerten in Engeland werden uitgesteld vanwege een niet bekendgemaakte werkvergunning voor de muzikanten. Later dat jaar trad de band op als openingsact voor Sacred Reich.
Na het derde album No More Color voltooide de band hun eerste headliner-tournee door Europa en werd ondersteund door Watchtower. Mental Vortex uit 1991 wordt algemeen beschouwd als het referentiewerk van de band. Het album is opgenomen in de Sky Trak Studio in Berlijn en gemixt door Tom Morris in de legendarische Morrisound studio in Tampa (Florida). I Want You (She’s So Heavy) is een andere eigenzinnige coverversie, oorspronkelijk van The Beatles. In 1993 bracht de band het studioalbum Grin uit, dat consequent het pad van zijn voorganger vervolgde. Het album werd opnieuw gemixt door Tom Morris. Er volgde een Europese tournee in het voorprogramma van Annihilator.
In 1995 bracht de band het best-of-album Coroner uit. Peter Haas (ex-Krokus, Calhoun Conquer, Mekong Delta) is op de drums te horen op drie nieuwe nummers op het album. Begin 1996 ging Coroner op Farewell-tour in Frankrijk en Zwitserland. Tijdens deze concerten werd de audiocassette The Unknown Unreleased Tracks 1985-1995 verkocht. In hetzelfde jaar werd de band ontbonden. Vetterli richtte toen de band Clockwork op, die in 1996 weer werd ontbonden. Edelmann verscheen in 1997 als onderdeel van de nieuwe band Apollyon Sun van Thomas Gabriel Fischer en is te horen op het album Sub, dat in 2000 werd uitgebracht, en was ook betrokken bij het elektronische muziekbereik. Broder was niet langer actief in de muziekbusiness.
In 2005 waren er geruchten over een mogelijke hereniging, die werden gerectificeerd met een persbericht na een ontmoeting van de band. In 2010 besloot de band om het opvolgende jaar weer samen op te treden en daarvoor te repeteren. Er waren concerten in Lausanne, op het Maryland Deathfest, de Hellfest Summer Open Air, de Bloodstock Open Air en in 2012 op de 70000 Tons of Metal. In een interview zei Tommy Vetterli enerzijds dat dit geen heropleving van de groep was, maar dat men maar een paar concerten samen zou spelen. Aan de andere kant sloot hij de productie van een nieuw album niet categorisch uit.

## Stijl
Classic Thrash omschrijft Coroner als ongetwijfeld een van de betere technische speed/thrashmetalbands. Het karakteristieke geluid van de band, die vanaf het eerste album R.I.P. is behouden is zeer moeilijk, niet bepaald de snelste, maar technischer dan die van de gemiddelde band. Desalniettemin klinkt het resultaat meestal best interessant en fris. Het tweede album Punishment for Decadence is consistenter dan het debuut, maar hij mist de energie. Op hun derde album No More Color, waarmee ze afstand namen van conventionele thrashmetal, klonk de band ondanks het technische aspect en de variatie vernietigend zwaar en gefocust. Het was de zwaarste en waarschijnlijk de beste van de eerste albums van Coroner".

## Discografie

### Studioalbums
- 1986: Death Cult (demo)
- 1987: R.I.P.
- 1988: Punishment for Decadence
- 1989: No More Color
- 1991: Mental Vortex
- 1993: Grin

### Best-of-albums
- 1995: Coroner (Best-Of met nieuwe songs en remixen)

### Singles en ep's
- 1989: Purple Haze
- 1989: Die by My Hand
- 1991: I Want You (She's So Heavy)

### Videoalbums
- 1990: No More Color Tour 1990 – Live in East Berlin (VHS)